# Guilherme III da Baviera
Guilherme III da Baviera (em alemão:  Wilhelm III. von Bayern), (Munique, 1375 – 12 de setembro de 1435), foi duque da Baviera-Munique de 1397 a 1435, conjuntamente com o seu irmão Ernesto, Duque da Baviera.
Guilherme III era filho de João II da Baviera e de Catarina de Gorizia, pertencendo à Casa de Wittelsbach.

## Biografia
Após a extinção do ramo da Baviera-Straubing, da dinastia dos Wittelsbach,  Guilherme e o seu irmão Ernesto lutaram contra os seu primos Henrique XVI e Luis VII recebendo, por fim em 1429, metade do território do ducado da Baviera-Straubing, incluindo a capital (a cidade de Straubing).
Guilherme I apoiou Sigismundo, Sacro Imperador Romano-Germânico contra os Hussitas e foi um possível candidato à sucessão do imperador, mas morreu em 1435. O seu próprio filho, Adolfo da Baviera, sucedeu-lhe como duque co-regente com o tio, Ernesto, até à sua morte em 1441.
Guilherme III está sepultado na Frauenkirche em Munich.

## Casamento e descendência
Guilherme III casou com Margarida de Cleves (1416-1444), filha de Adolfo, Duque de Cleves, de quem teve dois filhos:
- Adolfo (Adolph) (1434–1441);
- Guilherme (Wilhelm) (1435).